# Estado de emergencia: puntos de dolor y resiliencia
Estado de emergencia: puntos de dolor y resiliencia en la Ciudad de México, también llamada Estado de emergencia, fue una exposición llevada a cabo entre el 11 de noviembre y el 14 de noviembre del 2018, en el marco del Día Internacional de la Eliminación de la Violencia contra la Mujer. Fue un proyecto transdisciplinario y multi-sede coordinado por las artistas Lorena Wolffer en colaboración con la historiadora del arte argentina María Laura Rosa  y  la  teórica estadounidense Jennifer Tyburczy para el Centro Nacional de las Artes y el Centro de Cultura Digital. 

## Artistas
Lorena Wolffer es una artista y activista que ha profundizado sobre temas relacionados con la violencia de género y la defensa a los derechos humanos, ahondando en el desarrollo colectivo de conocimiento situado.  María Laura Rosa es historiadora del arte argentina, especialista en arte contemporáneo que ha estudiado el arte feminista Argentino  y profesora del Instituto Interdisciplinario de Estudios de Género de la Universidad de Buenos Aires. Finalmente, Jennifer Tyburczy es profesora de estudios feministas de la Universidad de California especialista en teoría de género. Las organizadoras reunieron a artistas, académicas, curadoras, abogadas y activistas quienes trabajaron en torno a las violencias que experimentan las mujeres cis y trans en la Ciudad de México. Por otro lado, las propuestas artísticas crearon plataformas seguras donde víctimas de violencia, familiares y amistades de víctimas de feminicidio pudieron brindar sus testimonios y denunciar la falta de acceso a la justicia que han enfrentado.

## Descripción del proyecto
El proyecto busca hacer visible la violencia de género que sufren las mujeres. "La violencia de género es aquella que afecta de una u otra manera a las mujeres, por el mero hecho de ser mujeres. Es atentar contra su integridad, libertad y dignidad. Algunos tipos de la violencia que se ejercen en contra de ellas son física, sexual y/o psicológica" donde el feminicidio es la forma más extrema de violencia ejercida hacia las mujeres.  De manera desafortunada, ha existido un creciente número de feminicidios, en 2018 se registraron 3,752 defunciones por homicidio de mujeres,  esto significa que en promedio mueren 10 mujeres diariamente a causa de agresiones de género.
 

Ante la situación de feminicidios ocurridos en la Ciudad de México el proyecto propuso realizar una cartografía de feminicidios y transfeminicidios en la Ciudad de México, así como de instancias gubernamentales encargadas de impartir justicia. En aquellos lugares,  las participantes podían pegar en espacios públicos estampas circulares rojas sobre las que se leía: “una mujer fue violentada aquí”. Además, se contaba con un mapa de la ciudad en el que las mujeres podían marcar aquellas zonas de la ciudad donde alguna mujer ha sido violentada. Sobre la motivación para llamarle Estado de emergencia Lorena Wolffer dijo:
Me alucina como seguimos viviendo muchas veces como si no pasara nada, esta guerra declarada contra las mujeres en donde nuestros cuerpos son desechables, en los que nuestras vidas son dispensables. Para mí es fundamental marcarlo como un estado de emergencia, marcarlo como algo fuera de lo ordinario, como algo anormal.

## Estructura de la obra
El objetivo para las cuatro locaciones de ciudad donde se llevaron a cabo salas públicas y proyectos artísticos era transformarlos en sitios de memoria, lucha y resiliencia. Estos fueron nombrados puntos:
- Punto 1: Puente de Alvarado
- Punto 2: Ciudad Universitaria
- Punto 3: Suprema Corte de Justicia de la Nación
- Punto 4: Procuraduría General de Justicia (ahora Fiscalía General de Justicia)

María Laura Rosa explicó cual fue el resultado de llevar a cabo las actividades en estos puntos: 
Con ello fuimos subvirtiendo una cartografía dada: recorridos de dolor, silencio e ignorancia pasaron a ser caminos de cambios, que reclaman soberanía sobre nuestrxs  cuerpxs a la vez que exigen una vida digna y plural.
Otra dimensión del proyecto fue el ser una reunión para recordar a las mujeres, cis y trans, que han sido asesinadas. Si bien se reconoció a todas las víctimas de feminicidio y transfeminicidio, tres de los eventos fueron en memoria de: Alessa Flores, Paola Ledezma y Lesvy Berlín Rivera Osorio. Sobre estos homenajes, en el catálogo de la obra, Jennifer Tyburczy declaró: 
tres mujeres que ya no están a causa del continuo manto de impunidad que el Estado mexicano otorga a los hombres. 
Señaló al patriarcado y a la masculinidad tóxica como las principales causales de los altos niveles de violencia que enfrentan las mujeres en México. Sin embargo, la académica también señaló que recordar las vidas de Alessa, Paola y Lesvy 
no son sólo relatos aleccionadores, son vidas que deben ser celebradas, que deben ser apreciadas, que deben ser veneradas y honradas.
En paralelo se organizaron talleres de defensa personal y seguridad pública, escritorios públicos para ofrecer asesoría gratuita con abogadas con perspectiva de género (las abogadas fueron Sayuri Herrera Román, Araceli Olivos Portugal, Ana Yeli Pérez Garrido y Luz Janet Vázquez González). Estas actividades se llevaron a cabo en el Centro Nacional de las Artes y el Centro de Cultura Digital. Al finalizar se convocó a la Caminata Lésbica por Marielle a la proyección del documental de Rita Moreira (Brasil) en el restaurante y espacio cultural feminista La Gozadera.
El incluir a mujeres de Latinoamérica y Estados Unidos buscaba confirmar que existe una resistencia y respuesta plural más allá de las fronteras.

### Punto 1: Puente de Alvarado. En memoria de Alessa Flores y Paola Ledezma
El 11 de noviembre de 2019 se llevó a cabo el primer evento de Estado de Emergencia en el punto 1: Puente de Alvarado. Las actividades que se organizaron fueron en memoria de Alessa Flores y Paola Ledezma. La sala pública estuvo integrada por las mexicanas Kenya Cuevas, Jessica Marjane y la estadounidense Alexandra Rodríguez de Ruiz y estuvo moderada por Lorena Wolffer. El proyecto artístico se llamó Anti-cumpleaños a cargo de Lia García (la Novia Sirena) y Natalia Lane. 

#### ¿Quiénes fueron Alessa Flores y Paola Ledezma?
Alessa Flores (Alessana Flores Méndez) fue víctima de transfeminicidio el 13 de octubre de 2016 en el Hotel Caleta. Alessa era una activista y trabajadora sexual en la Ciudad de México. Fue defensora de los derechos humanos de las personas trans y trabajadoras sexuales; construyó el archivo de videos de crítica social Memorias de una puta, reconocido como un espacio de resistencia. Su transfeminicidio sigue impune y se desconoce el nombre de los responsables.
Paola Ledezma fue una mujer trans y trabajadora sexual. Fue víctima de transfeminicidio el 30 de septiembre de 2016. Se encontraba trabajando cuando un sujeto le disparó desde su automóvil. Él fue detenido y puesto en libertad siete horas después. Kenya Cuevas, quien presenció el hecho, ha trabajado arduamente para que se reconozca el asesinato de Paola como transfeminicidio y denunciar la discriminación que viven por parte de las autoridades y la carencia de protocolos de seguridad para las trabajadoras sexuales y mujeres trans.
Estos son sólo algunos ejemplos de transfobia, una problemática que limita los años de vida de una persona trans porque también influye en su calidad de vida, y el acceso a los derechos educativos, laborales  y de salud.  En la Red Latinoamericana y del Caribe de Personas Trans, se evidencia que el porcentaje de población trans que es expulsada de su hogar antes de los 17 años, es de aproximadamente entre el  44% y 70%. Asimismo, según el Diagnóstico Nacional sobre la Discriminación hacia personas LGBTI en México  sólo el  15% de las personas trans no han  sufrido discriminación en su trabajo. La mesa discutió sobre esta problemática de la comunidad trans en México que se traduce en alto índices de transfeminicidio como ocurrió con Alessa Flores y Paola Ledezma.

#### Anti-cumpleaños
Anti-cumpleaños fue la acción performática que se llevó a cabo en Puente de Alvarado como parte de las actividades artísticas de Estado de Emergencia. La acción fue organizada por Lia García y Natalia Lane. Lía García es una mujer trans, activista y performancera, cuyos proyectos buscan crear lazos entre su experiencia como transexual y el contexto mexicano.  Junto con la activista trans Natalia Lane, Lia García propuso cuatro objetivos primordiales: proponer un espacio pedagógico sobre las violencias a las que están expuestas las mujeres trans, festejar las vidas y la resistencia de las mujeres trans, remembrar a las que han sido víctimas de transfeminicidios y denunciar la transfobia y violencia que se promueve desde el sistema neoliberal, capitalista y fóbico. El performance incluyó lectura de poesía, la celebración con un pastel y la enunciación de testimonios en primera persona por parte de las mujeres trans.

El primer poema que leyó Lía García fue La Calle (fragmento):
Hoy la calle vuelve a ser tesitga.
Aquí, la calle vuelve a absorber
la memoria de las nuestras.
Aquí, la calle vuelve a absorber
la memoria de las nuestras.

Las que van de un punto a otro,
las que existen,
las que aún despiertas sueñan,
y las que una y otra vez
siempre volverán porque la calle
siempre será nuestra primera arma.

Ahora, la calle vuelve a sentir el dolor.
La herida punzocortante
que de mi centro a mi garganta,
la digestión.
Hasta la planta de mis pies
llega el asfalto, se entrega,
lo besa, lo recuerda,
porque la calle
siempre fue nuestra.

Nosotras, navegantes del asfalto.
Nuestras grietas nos respaldan
y el tiempo nunca pasa.
Nosotras, aún sintiéndonos vencidas
estamos, están, estoy, estás, están

VIVAS.
El siguiente poema, Las perlas de Lía García, estuvo acompañado de un performance durante el que Lía García cubrió a las participantes con perlas. Como su poema lo explica, las perlas son producidas como un mecanismo de defensa frente a alguna amenaza, por tanto, el mensaje era el convertir las amenazas y afrentas contra las mujeres trans en resistencia: 
Ellas (las mujeres trans), al igual que las perlas, nos recuerdan que el dolor se puede convertir en un símbolo de resistencia: ¡nuestra resistencia!
El siguiente texto es un fragmento del poema: 
El dolor atraviesa la piel y desgarra la memoria. Para hablar del dolor, Sirena, no hay que abrir Las ventanas:
Hay que romper los cristales.
Tienes que saberlo:
Una perla es la memoria de lo que dolió,
Una perla es resultado del dolor.
Una perla tarda diez años en nacer.
Una perla duele y después brilla.
Las perlas son producto del dolor.

Las perlas son cicatrices.

#### Primera sala pública
Durante la sala pública, Kenya Cuevas compartió su testimonio como testigo de Paola Ledesma. Las demás integrantes de la sala pública se enfocaron en denunciar la violencia a la que están expuestas las mujeres trans a pesar de los avances que han tenido en materia de derechos humanos. Jessica Marjana defendió que la posibilidad de expresar el género no es una cuestión de vanidad sino un derecho humano vinculado al desarrollo de la personalidad: 
No estamos pidiendo nada que por derecho no nos corresponda.

### Punto 2: Ciudad Universitaria. En memoria de Lesvy Berlín
El 12 de noviembre de 2019 tuvo lugar el segundo punto en Ciudad Universitaria a poca distancia de la cabina telefónica donde Lesvy Berlín Rivera Osorio fue víctima de feminicidio. La sala pública contó con la participación de Mariana Berlanga Gayón, Tamara Ibarra, Araceli Osorio y María Laura Rosa como moderadora. El proyecto artístico estuvo a cargo de Mónica Mayer. También estuvo presente el padre de Lesvy Berlín: Lesvy Rivera Calderón.

#### ¿Quién fue Lesvy Berlín?
Lesvy Berlín Rivera Osorio era estudiante del Colegio de Ciencias y Humanidades plantel Sur. El 3 de mayo de 2017 fue víctima de feminicidio a manos de su novio Jorge Luis Hernández González. Murió estrangulada con el cable de una cabina telefónica en Ciudad Universitaria.
El caso obtuvo atención mediática dado el manejo insatisfactorio de información que mostró la entonces Procuraduría General de Justicia. Las primeras declaraciones que hicieron sobre el caso apuntaban a que Lesvy Berlín se había suicidado. Sin embargo, al ser altamente improbable, los y las alumnas protestaron en contra de la Procuraduría.

Como respuesta a las protestas, el día 4 de mayo de 2017, Comunicación Social de la Procuraduría General de Justicia publicó en su cuenta oficial de Twitter que Lesvy estaba alcoholizada, drogada y además no estudiaba. Óscar Ávila señaló en el diario Milenio que estas declaraciones generaron indignación pues 
Lesvy fue ejemplo de cómo las autoridades culpan a las víctimas en lugar de investigar a los agresores.
Frente a esto, las usuarias en redes sociales utilizaron el hashtag #SiMeMatan para compartir sus perfiles frente a la posibilidad que, de ser asesinadas, las autoridades crearían un perfil falso de ellas.
La investigación se inició por el delito de homicidio simple doloso a pesar de que el cuerpo fue expuesto en un lugar público y tenía signos de violencia: “dos características que definen el feminicidio como tipo penal”.
Finalmente, la indagatoria se diseñó una hipótesis enfocada en el suicidio, por lo que las autoridades insistieron en un peritaje antropológico al que la familia de Lesvy Berlín se opuso e inicio un proceso de demanda en contra de las autoridades.
Las protestas (en redes sociales y en las calles) y la presión ejercida por la familia y sus abogados lograron que el 18 de octubre de 2017 se reclasificara el delito de homicidio simple culposo a feminicidio agravado.
El 11 de octubre de 2019 se declaró a Jorge Luis González Hernández culpable del delito de feminicidio por lo que fue sentenciado a 45 años de prisión y se le condenó una indemnización por 377 mil 450 pesos mexicanos, además del pago de gastos funerarios por el monto de 47 mil 957 pesos.

#### Estás en mí
Estás en mí, la propuesta de Mónica Mayer fue una forma de homenajear a Lesvy Berlín a partir de lo que su madre ha contado sobre su hija. El principal objetivo fue contrarrestar las narrativas descalificativas que las autoridades difundieron sobre Berlín Rivera Osorio. Con esto en mente, Mayer diseñó un perfil a partir de la silueta de Lesvy y utilizando las palabras con las definían familiares y amigos: hija, abuela, enciclopedia, chef, poeta, viajera, torbellino, risa, música, maestra, amiga, nieta, memoria, lucha. Con esta imagen, la artista estampó playeras moradas que las participantes vistieron durante la sala pública y la intervención a la cabina telefónica.
Al finalizar el evento, la cabina telefónica de la Torre de Ingeniería tenía a su alrededor, las estampas rojas afirmando: “una mujer fue violentada aquí”, la imagen de Lesvy Berlín, una de las playeras usadas durante el evento y una tabla en la que se leía la información de Lesvy acompañada de la frase “Siempre Viva” y “NiUNAMenos”. Los protagonistas de esta acción fuero la madre y padre de Lesvy Berlín

#### Segunda sala pública
Durante la sala pública Araceli Osorio y Lesvy Rivera compartieron su testimonio sobre el feminicidio de su hija. Rivera denunció que 
las autoridades, desde el principio, no quisieron ver que fue y aún sabiéndolo con videos que hay, pues siempre se nos dijo que ella fue la que se quitó la vida.
Por otro lado, Osorio destacó lo importante que resultan las movilizaciones sociales frente a los casos de feminicidio:
Si una muerte genera indignación, rabia y movimiento, esa muerte ha servido de algo. Todas esas muertes de mujeres deben de servir para voltearnos a ver a nosotras y decir ‘aquí estamos’
Por su parte, Tamara Ibarra señaló que los protocolos institucionales en las universidades no son suficientes para proteger a las víctimas de violencia de género dado que no se conocen las necesidades de las estudiantes y que corresponde a las feministas la labor de autocrítica. Mariana Berlanga explicó que uno de los problemas es que se trate a las universidades como instituciones y no como comunidades: 
primero es necesario comenzar a trabajarlas como comunidades y no como instituciones, que evidentemente no están pensando en sus integrantes, ni en las mujeres, sino en sus propios intereses.
En este evento, María Laura Rosa señaló uno de los objetivos de realizar las actividades en zonas de la ciudad donde habían ocurrido feminicidios:
Principalmente lo que queremos es que este espacio se un espacio de memoria en tanto y en cuanto, también, nos ayude a vivir mejor.

### Punto 3: Suprema Corte de Justicia de la Nación
El tercer punto de Estado de emergencia fue en la Suprema Corte de Justicia de la Nación el 13 de noviembre de 2019. Este punto y el cuarto, a diferencia de los primeros, no son lugares donde han ocurrido feminicidios, sino espacios de encuentro con las autoridades a quienes se les demandó cumplir con su trabajo para erradicar los feminicidios. La sala pública estuvo integrada por Lulú Barrera (México), Andrea Median (México), Soledad Novoa (Chile) y estuvo moderada por Jennifer Tyburczy (Estados Unidos). La intervención artística estuvo a cargo de la colectiva feminista Invasorix y llevó el nombre La justicia tiene caras.

#### La justicia tiene caras
La intervención artística estuvo a cargo del proyecto artístico Invasorix quienes entonaron la corrida justiciera compuesta para la ocasión La Justicia tiene caras. Para la elaboración de la letra contaron con la participación de Sonia Madrigal y Era Villa; mientras que, para la musicalización colaboraron con Claudia Jiménez y La Terrorista del Sabor. Además, abrieron una convocatoria para encontrar más cómplices por lo que se sumaron Amapola, Cristina, Caín, Angélica y otrxs.

El nombre de la corrida justiciera evoca 
lxs miles y miles de amigxs imaginarixs a quienes no pudimos ni podemos conocer y ver sus caras. Les quitaron la vida los feminicidios y transfeminicidios que cotidianamente se dan en este territorio que se llama México.
Tenía como objetivo el expresar lo que indigna, duele y descoloca a las mujeres. La académica Gabriela Nava al analizar el contenido de los corridos observó que los asesinatos suelen estar justificados y ser una lección para las mujeres que actúan fuera de la norma social, mientras que la muerte de los varones tiene una característica heroica; también encuentra que muchas las historias de los feminicidios narran que los responsables suelen no enfrentar ningún proceso de justicia. Es en ese sentido, que la propuesta de Invasorix reta la convención social del género musical: 
torcimos el género del corrido desde la mirada, la fuerza y el ritmo feministas para crear una corrida justiciera.
Las artistas utilizaron antifaces para cantar la canción y repartieron instrucciones sobre cómo hacer un antifaz “¡Basta de transfemifegonocidios!” y reinterpretar la canción para exigir justicia de los diversos casos de feminicidios. Además, los asistentes recibieron una copia de la canción para que se pudieran sumar al canto el día del evento.

El siguiente es un fragmento de la corrida justiciera: 
En pleno siglo veintuno, Mariana Lima Buendía, 
una abogada nuestra, su esposo la mató.
Julio Hernández Ballinas a todos les engañó.

Judicial de Chimal sobre su esposa mentía,
un suicidio él armaba, un gran teatro montó
para salir liberado de un crimen que él cometió.

La justicia tiene caras, no te hagas que no entiendes.
Estás viendo y no ves la mentira que es,

Estás viendo y no ves la mentira que es.

#### Tercera sala pública
La tercera sala pública estuvo enfocada a denunciar y describir los obstáculos burocráticos e institucionales que enfrentan las familias al denunciar feminicidios. La activista Lulú Barrera explicó que para enfrentar el complejo aparato burocrático las mujeres se han organizado para comprenderlo y obtener respuestas. Por otro lado, Soledad Novoa, denunció la violencia que enfrentan los familiares al momento de denunciar: 
Cuando nos enfrentamos a las instituciones no sólo es violencia simbólica, sino real y concreta. Funcionarios y funcionarias que no prestan la asistencia y no cumplen con sus obligaciones son agresores.
Andrea Medina, por su parte, explicó que de declararse Emergencia Nacional frente al incremento de feminicidios esto sólo tendría repercusiones políticas que serán funcionales si llegasen a la realidad cotidiana. Posteriormente denunció:
La Corte todavía tiene una deuda con todas nosotras de exigir que realmente haya justicia y que no se justifiquen como suicidios los asesinatos que comenten [sic] hombres contra mujeres

### Punto 4: Procuraduría General de Justicia, Ciudad de México
El punto cuatro, último lugar donde se llevó a cabo Estado de Emergencia, se organizó frente a la fachada de la entonces Procuraduría General de Justicia el 14 de noviembre de 2019. En la sala pública participaron Cristiane Brandao (Brasil), Ileana Diéguez (Cuba-México), Luana Saturnino (Brasil) y estuvo moderada por Julia Antivilo (Chile-México). El proyecto artístico estuvo a cargo de la artivista Cerrucha quien propuso el flashmob Azúcar rabiosa.

#### Azúcar Rabiosa
Previo al evento, la artivista Cerrucha abrió una línea telefónica en la que participantes anónimas podían pretender hablarle a la PGJ de la Ciudad de México. El contenido de las llamadas se integró en una canción de salsa que se bailó frente a la fachada de la ahora Fiscalía General de Justicia. El objetivo de la artista tanto con la acción como con la canción fue: 
Este género musical tiene sus orígenes en la denuncia social, convirtiéndose en una plataforma que amplifica la voz de las participantes a través de una politización del goce.
Quienes bailaron celebraron la vida y, al mismo tiempo, se responsabilizaba a la policía y se les cuestionaba su trabajo frente a los feminicidios. El siguiente es un fragmento de la pieza que se bailó:
¿Qué pasa cuando no se puede confiar en quienes se encargan de impartir la justicia? ¿Qué pasa cuando para la mitad de la población de un país volver a casa se vuelve un golpe de suerte? Queremos respuestas ¡YA!

No está bien que cada vez que salga de mi casa me sienta insegura, que cada vez que salga de mi casa piense en quién me vio para, por si desaparezco, sepan qué ropa usaba. No está bien que me preocupe por mis amigas, por mi mamá, por mi familia, por otras mujeres. No, no está bien que salga de la casa y no sepa si va a regresar. No, no está bien que una salga de la casa y no sepa si va a regresar. No, no está bien que yo sólo me pueda sentir segura en una ciudad, que se supone es mía también, sólo porque sé defenderme. No está bien que diario mi corazón esté roto gracias a que asesinan, como si fuera nada, a mujeres.

CORO:

En México hay nueve feminicidios diarios porque ustedes lo permiten, ¡PINCHES INEPTOS DE MIERDA!

#### Cuarta sala pública
La última sala de emergencia se concentró en explicar el rol del activismo, la academia y el arte feminista para visibilizar y nombrar las categorías pertinentes para entender la situación de violencia que enfrentan las mujeres en México; además de tener una tarea importante de crear memoria. Ileana Diéguez mencionó que las activistas y afectadas deben organizar su rabia y recordar para sobrevivir a un estado misógino y represor para garantizar que se haga justicia:
Al parecer no entendemos cuál es la noción de justicia o que es muy abstracta, como lo piensan algunos teóricos.
Por su cuenta Luana Saturnino habló de la memoria crítica para identificar avances y necesidades pensando en el futuro: 
Necesitamos una imaginación política y feminista, imaginar otros futuros y formas de sociedad; hacer una cultura del feminismo, donde imaginemos otras formas de producción y modelos de solidaridad. 
Finalmente Cristiane Brandao señaló que mientras no se respeten los convenios internacionales para erradicar la violencia y mientras los que se dedican a la impartición de justicia no tengan vocación no se podrán erradicar las conductas violentas contra las mujeres.